# Маньян, Альбер
Альбер Пьер Рене Маньян (фр. Albert Pierre René Maignan ; 14 октября 1845[…], Beaumont-sur-Sarthe, Сарта — 29 сентября 1908[…], Сен-При, Валь-д’Уаз) — французский исторический живописец, жанрист и иллюстратор.

## Биография
Родился в 1845 году в департаменте Сарта. В 1864 году переехал в Париж, чтобы изучать право, и уже в 1866 году получил диплом юриста. Одновременно с этим брал уроки рисования и живописи у Жюля Ашиля Ноэля.
Маньян дебютировал на ежегодном Парижском салоне в 1867 году и продолжал выставляться там регулярно на протяжении всей своей жизни. В 1868 году совершил большое путешествие по Средиземноморью, посетив Испанию (Кордова, Севилья) и Египет (незадолго до открытия Суэцкого канала).
В 1889 году Маньян завоевал золотую медаль на Всемирной выставке, а в 1892 году получил медаль Парижского салона. Три года спустя стал кавалером ордена Почётного легиона.
Маньян наиболее известен как исторический живописец, однако он пробовал себя в самых разных жанрах. Писал портреты, жанровые и ориентальные сцены; после 1889 года не раз обращался к книжной иллюстрации. Достиг успехов как художник-декоратор, участвовавший, в частности, в украшении росписями фойе парижского театра Опера Комик. Во второй половине 1890-х годов разработал эскизы для серии гобеленов, украсивших Зал конференций Люксембургского дворца.
Преподавал живопись, имел целый ряд учеников.
Скончался Маньян в 1908 году в Сен-При (Валь-д’Уаз).

## Галерея

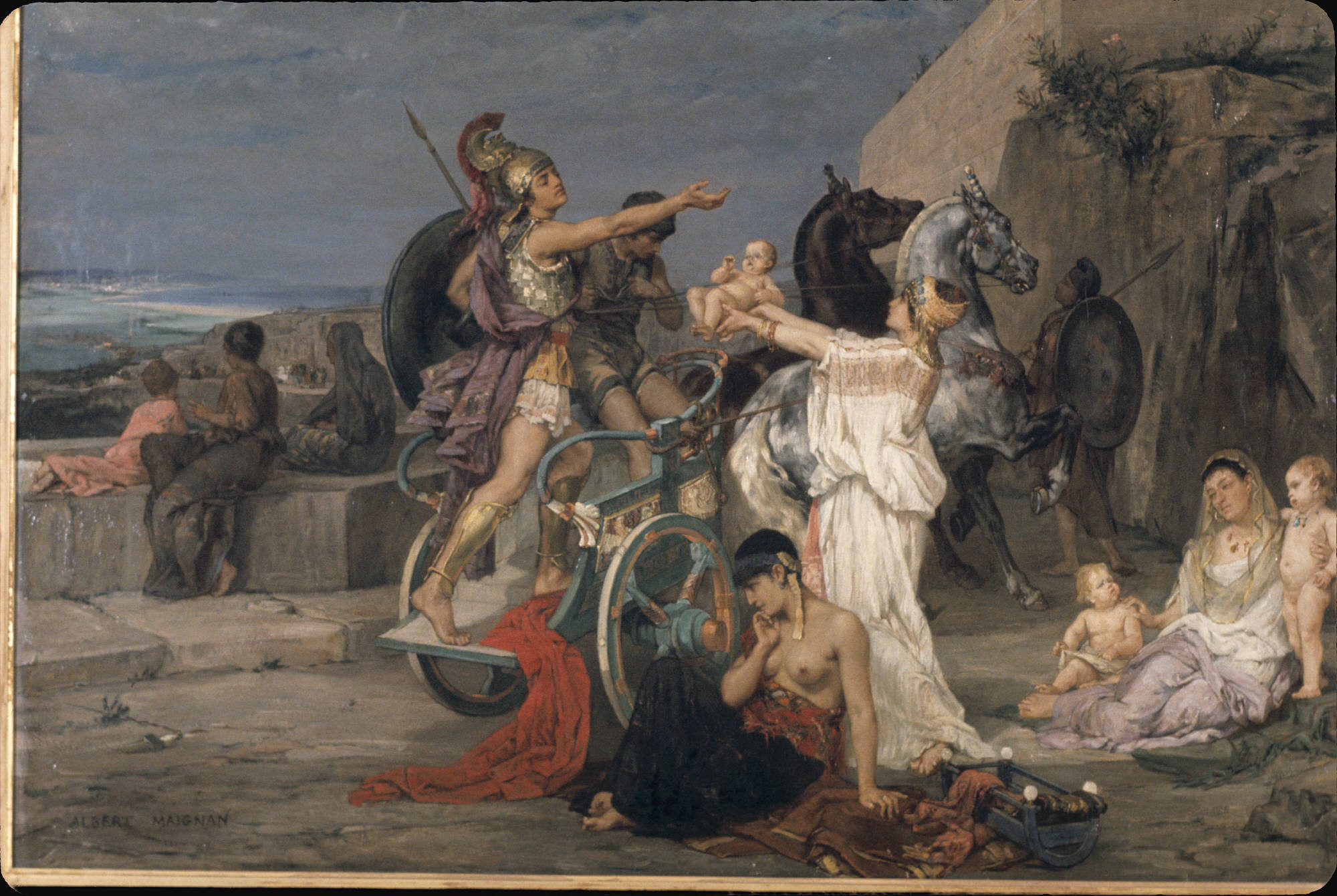
Отъезд Гектора
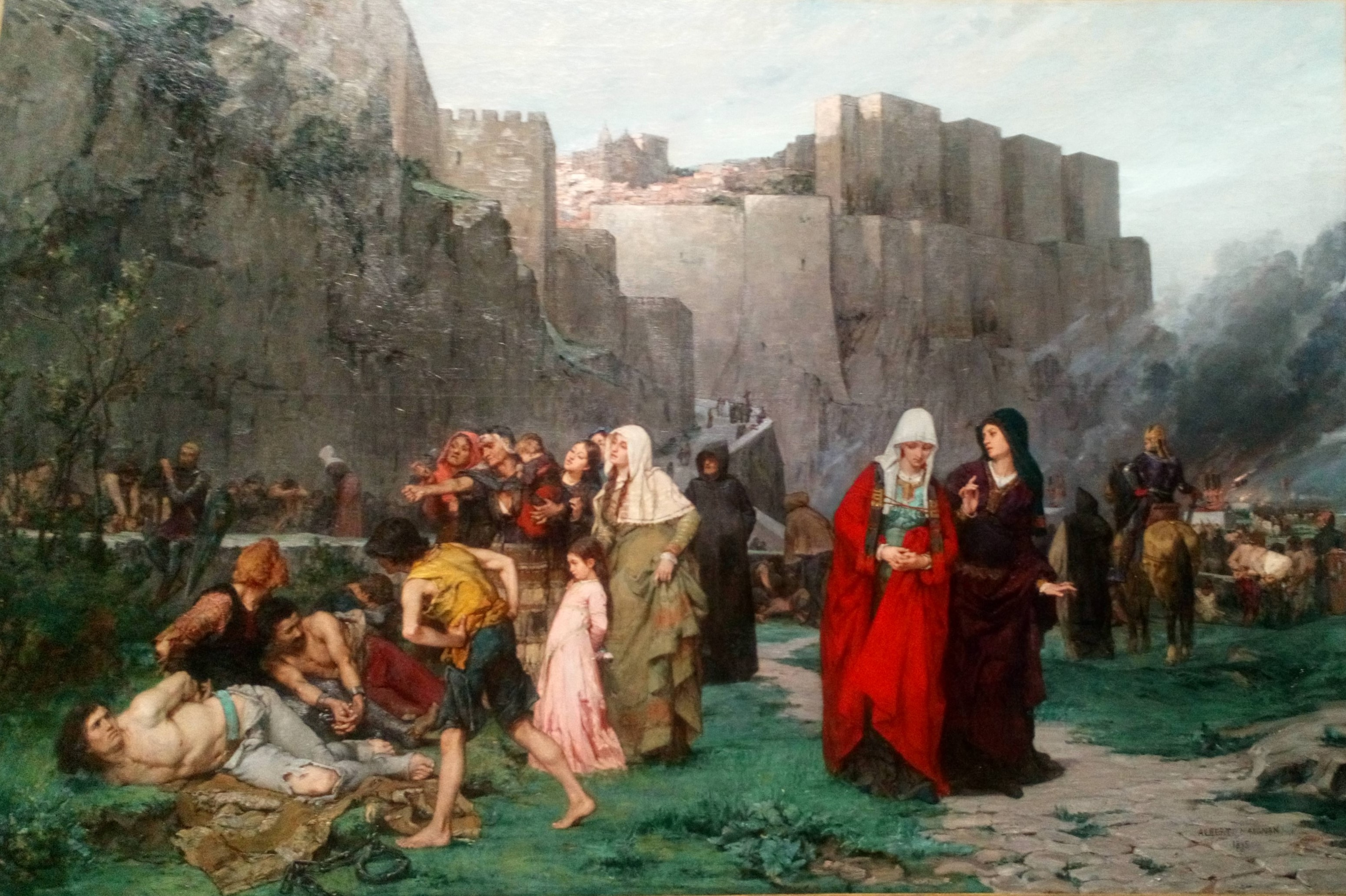
Эпизод из Крестового похода против альбигойцев
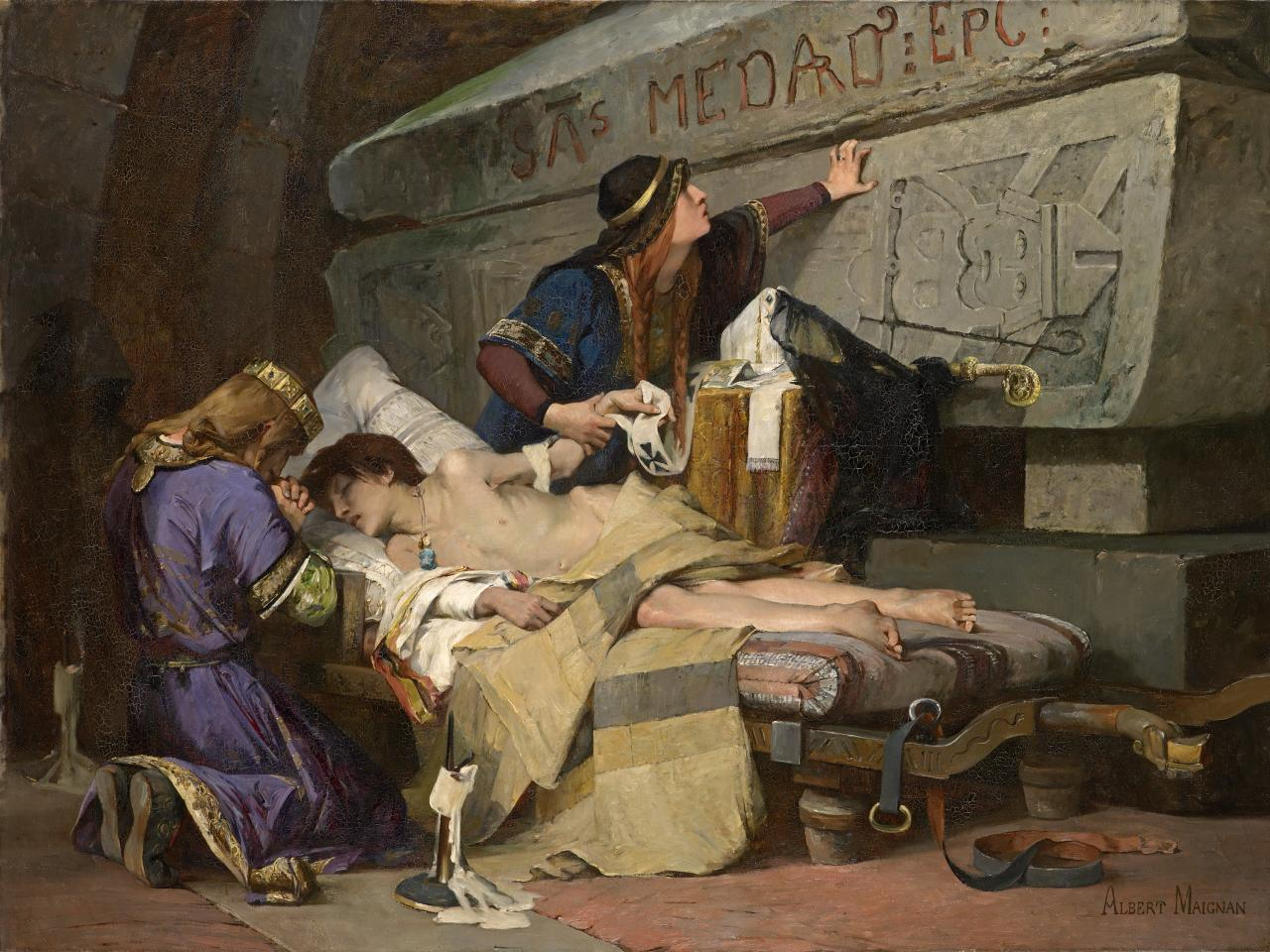
Последние минуты Хлодоберта (сына Хильперика I)
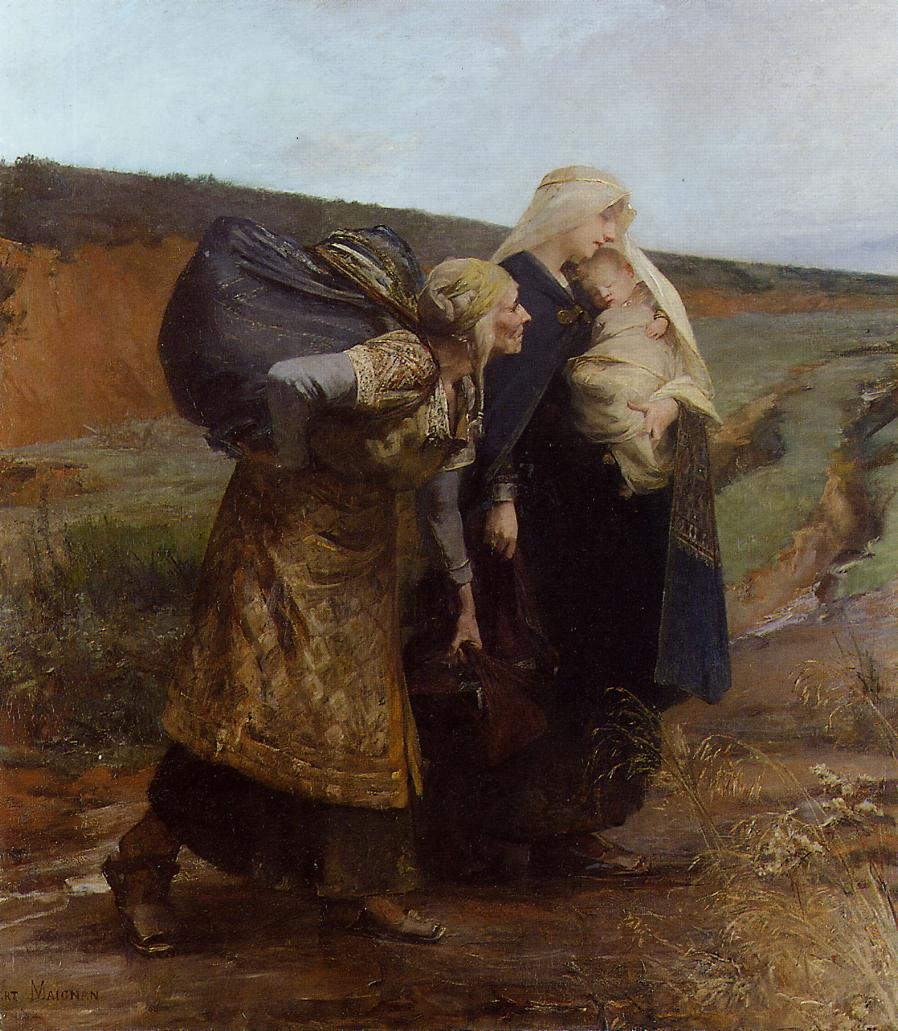
Отвергнутые (королева Аудовера)
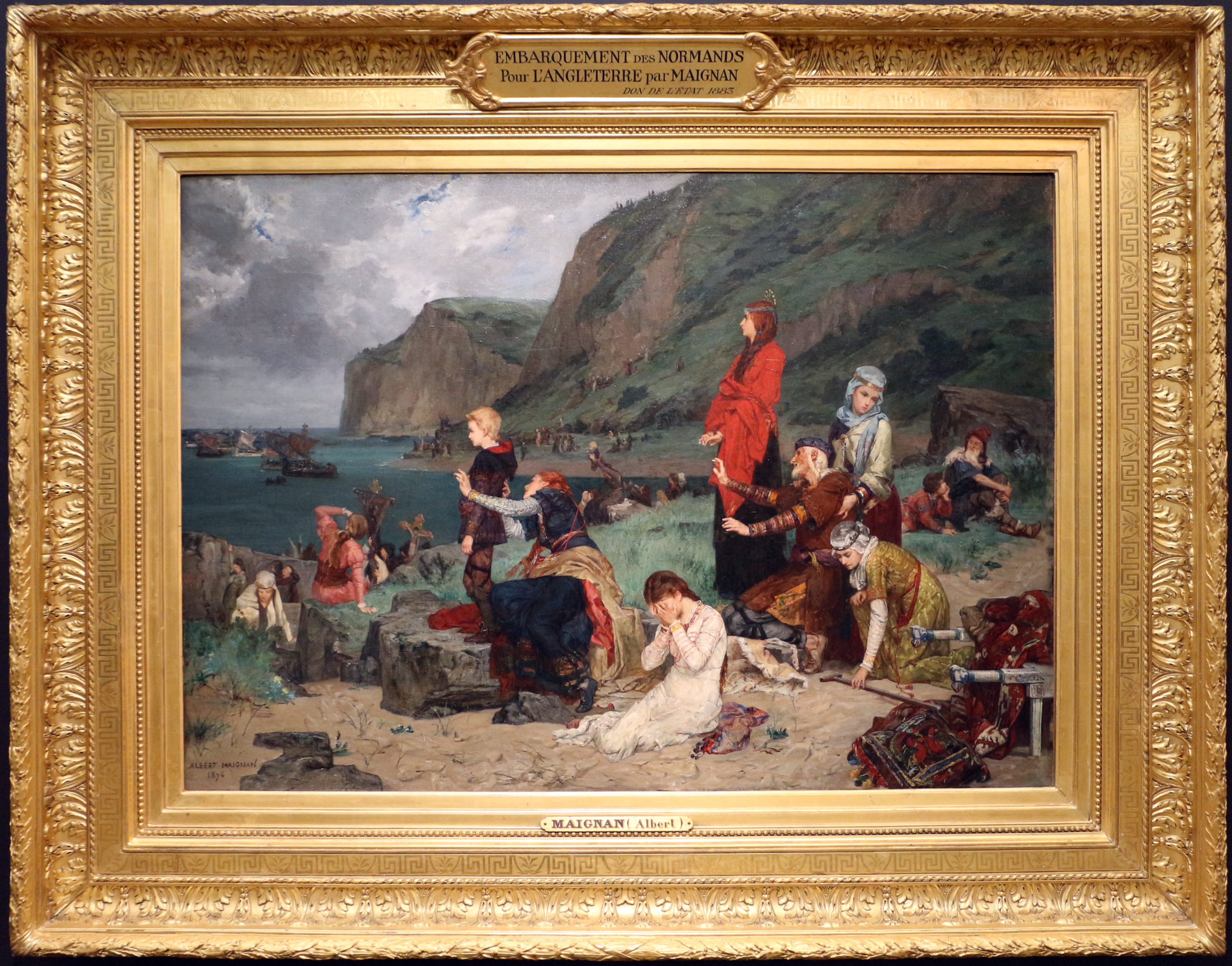
Жители Нормандии провожают флот Вильгельма Завоевателя, отправившийся на завоевание Англии
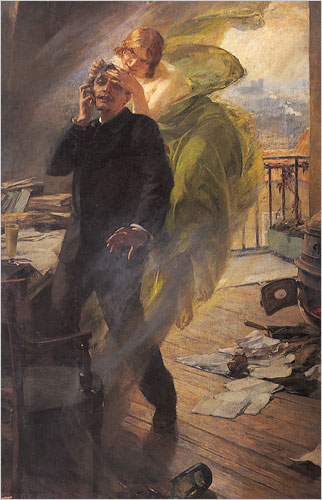
Зелёная муза (портрет поэта, опьянённого абсентом)
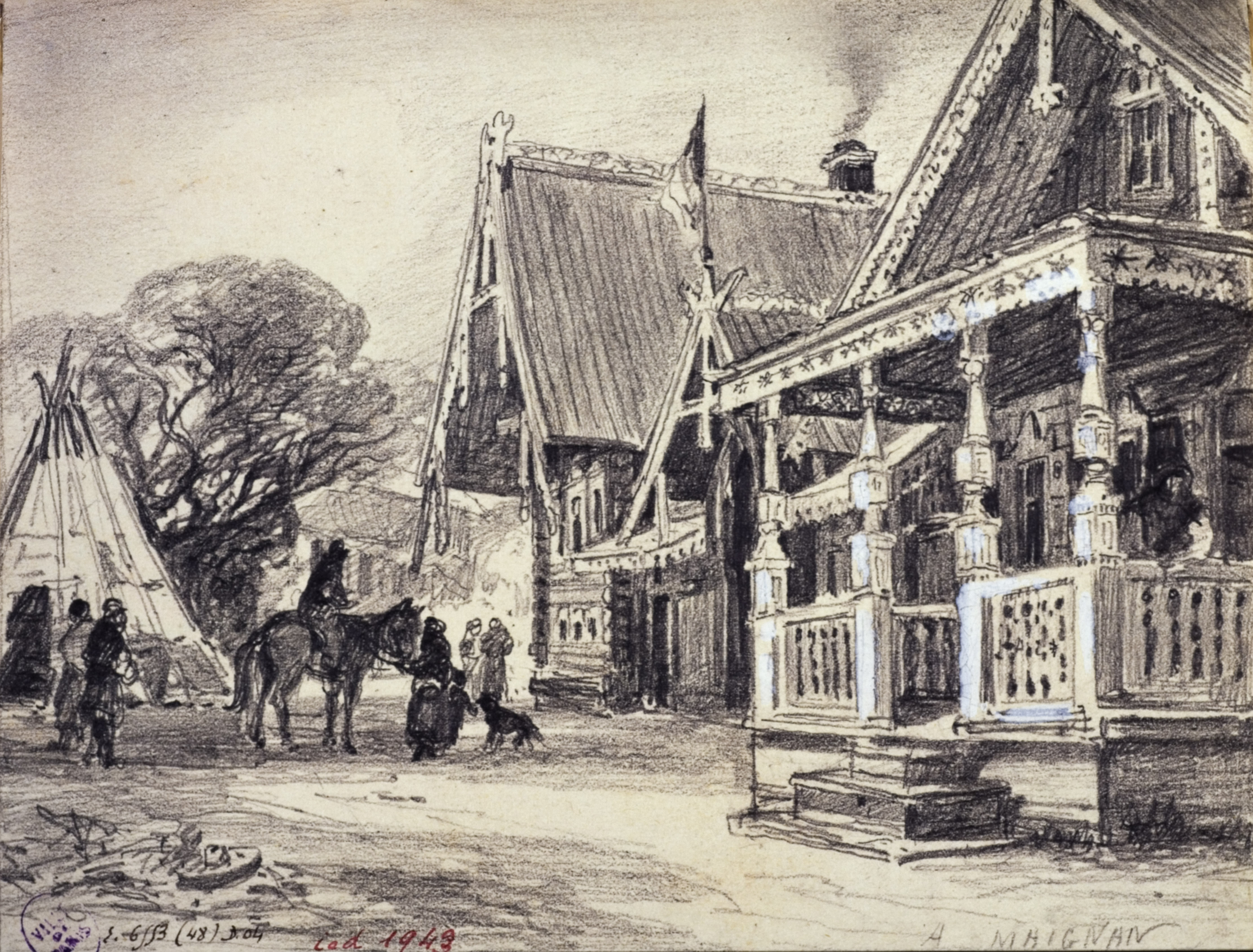
Русская экспозиция на Всемирной выставке 1867 года.
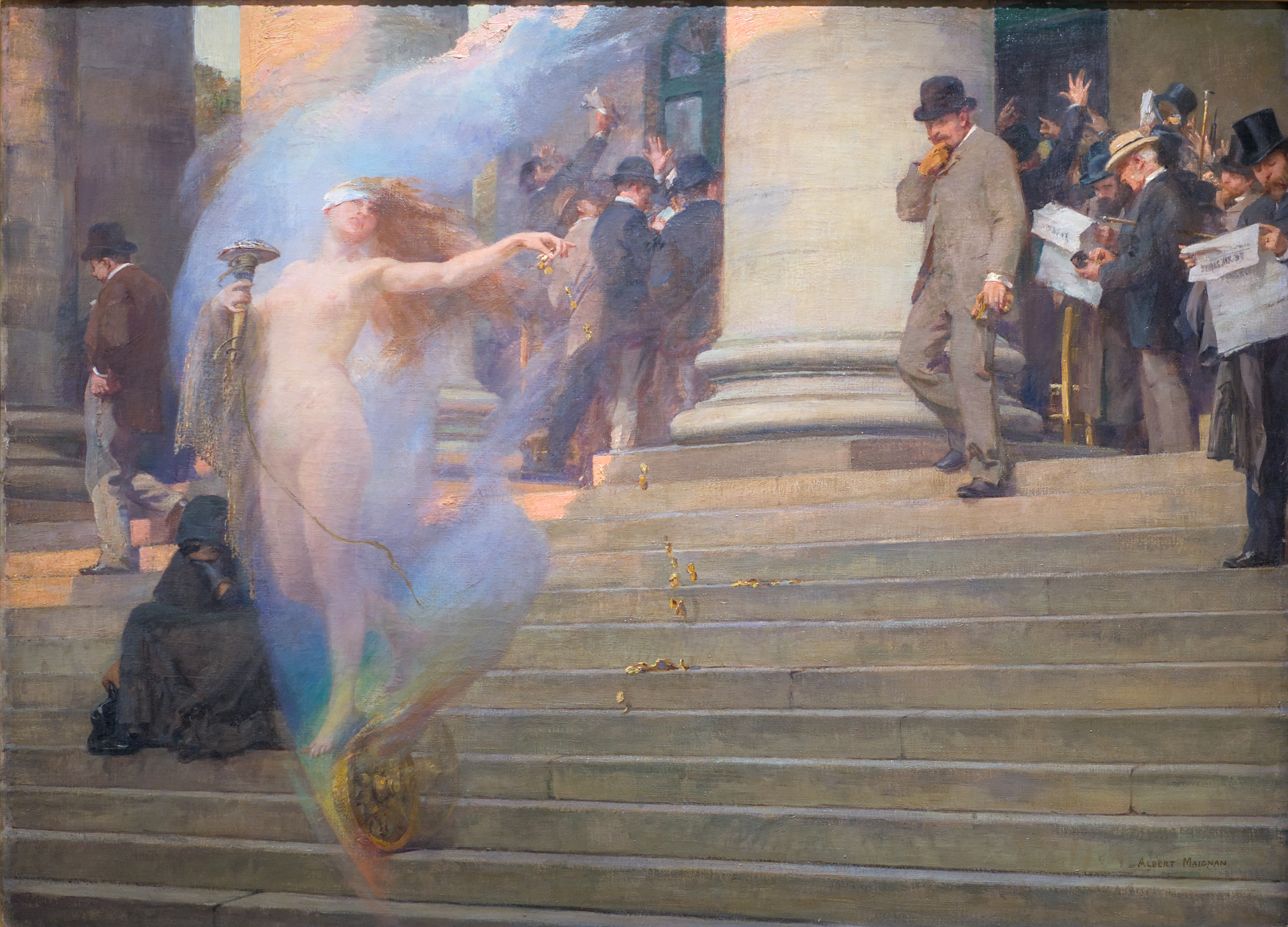
Фортуна проходит мимо (Биржевой крах)
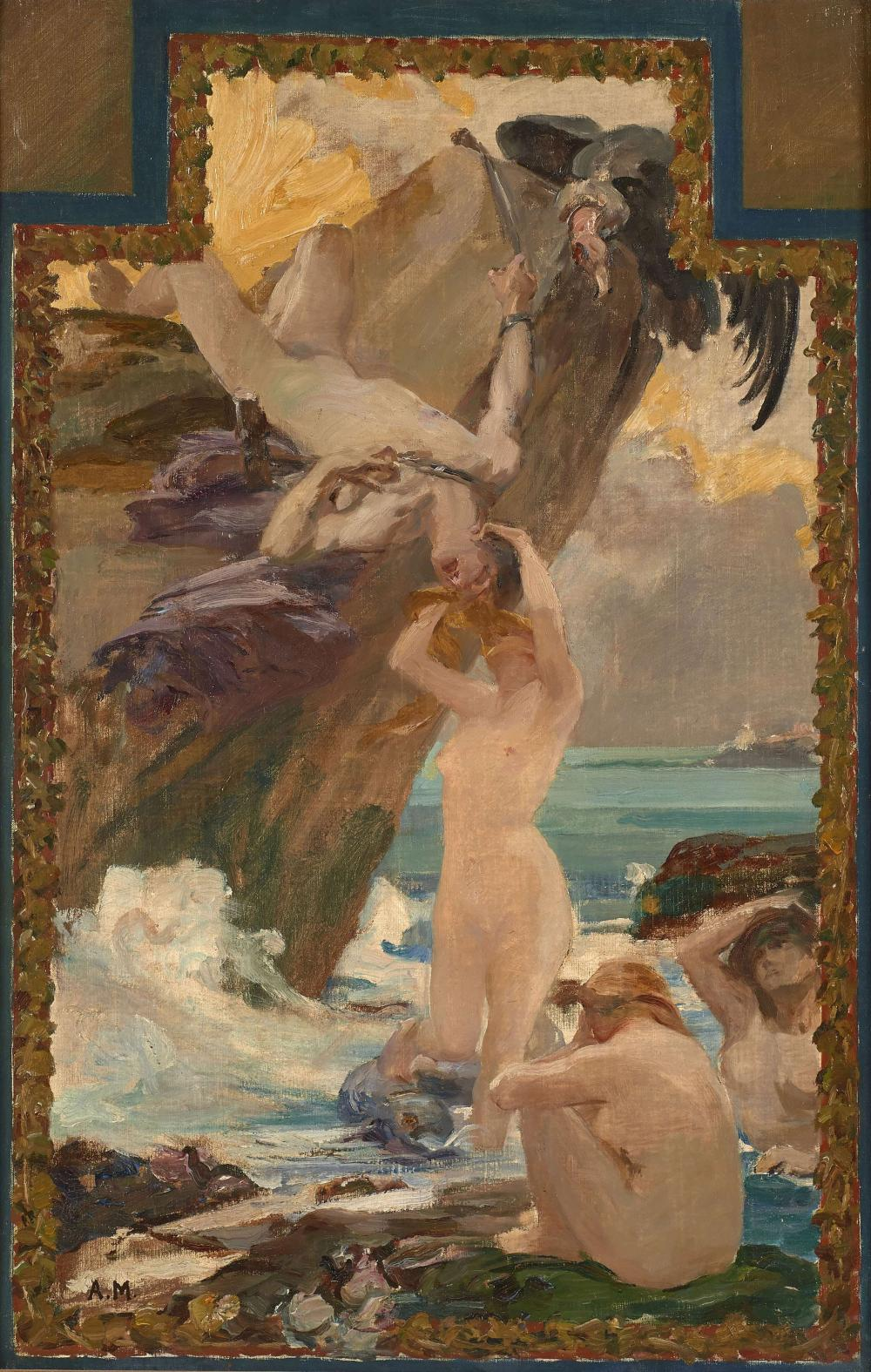
Прометей и Океаниды. Эскиз декоративной росписи.
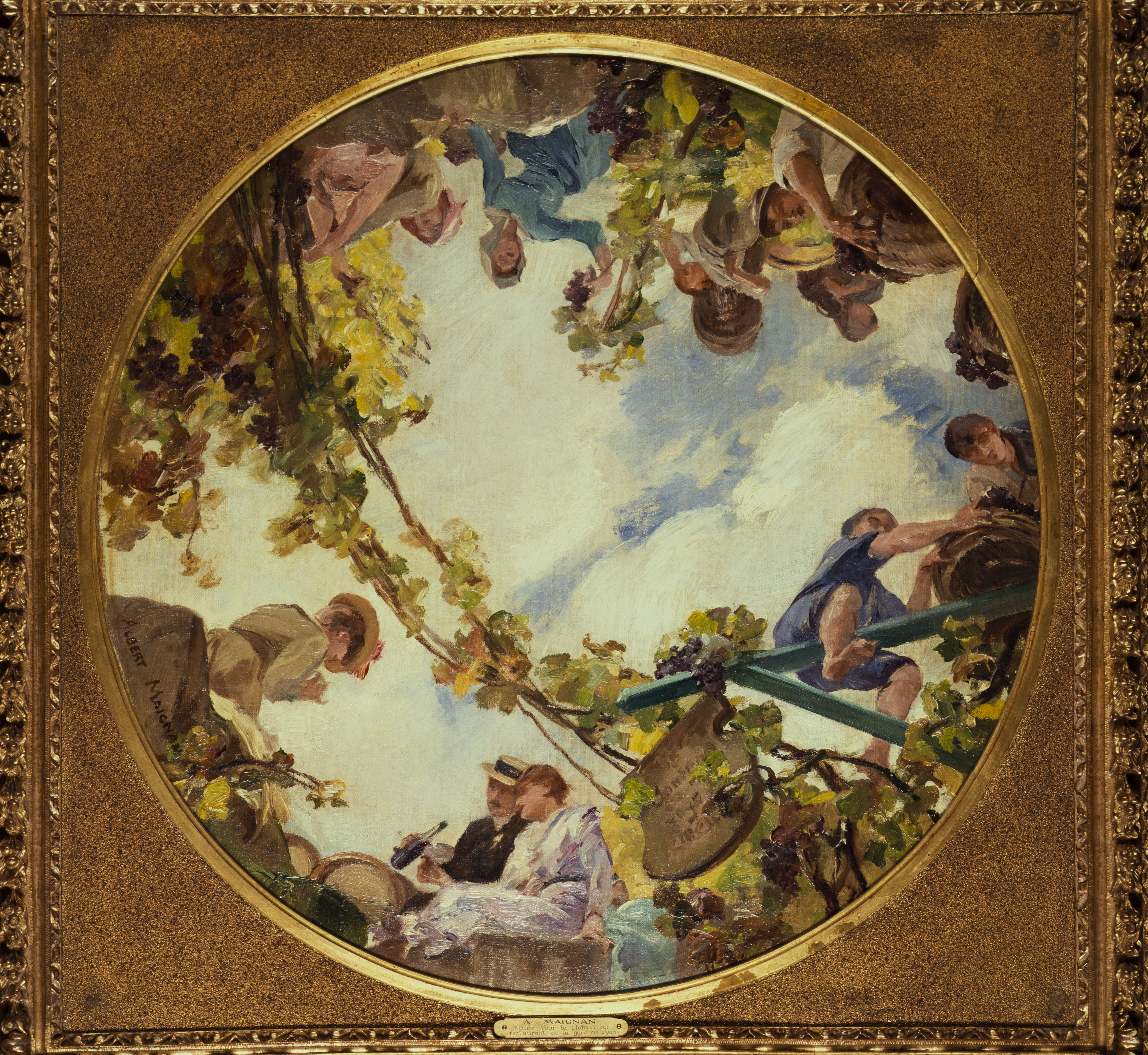
Бургундия. Сбор винограда. Эскиз декоративной росписи.
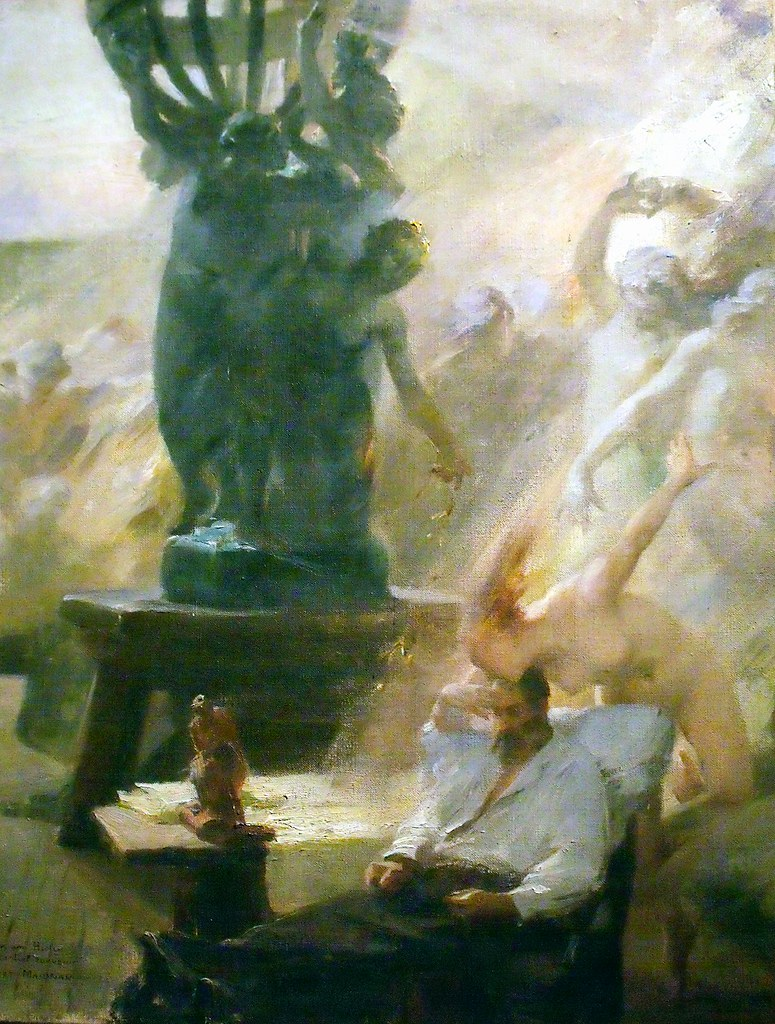
Апофеоз скульптора Карпо